# Helga Carla Ziesemer
Helga Carla Ziesemer (geb. um 1945 in Nürnberg) ist ein deutsches Fotomodell sowie Schönheitskönigin.
1963 wurde sie im Kurhaus von Travemünde zur Miss Germany gekürt, nachdem sie sich als Miss Bayern für den Wettbewerb qualifizieren konnte.
Am 20. Juli 1963 erreichte sie bei der Miss Universe in Miami Beach (Florida, USA) das Halbfinale.
Helga C. Ziesemer wurde später Kosmetikerin.